# Cirrospiloidelleus bicolor
Cirrospiloidelleus bicolor är en stekelart som beskrevs av Girault 1915. Cirrospiloidelleus bicolor ingår i släktet Cirrospiloidelleus och familjen finglanssteklar. Inga underarter finns listade i Catalogue of Life.